# Сетогучи, Девин
Де́вин Ча́рли Кеничи Матьо́вски Сетогу́чи (англ. Devin Charlie Kenichi Matiowsky Setoguchi; 1 января 1987, Тейбер, Канада) — канадский хоккеист. Серебряный призёр юниорского чемпионата мира 2005 года. На драфте НХЛ 2005 года был выбран в 1 раунде под общим 8-м номером клубом «Сан-Хосе Шаркс».

## Игровая карьера
Сетогучи отыграл один сезон за команду «Кроуснест Пасс Тимбервулвз» из Младшей хоккейной лиги Альберты (англ. Alberta Junior Hockey League сокр. AJHL). Затем в течение трёх сезонов с 2003 по 2006 год играл в составе «Саскатун Блейдз», которая выступает в Западной хоккейной лиге. В сезоне 2005-06 с 83 очками занял итоговое 7-е место в списке бомбардиров лиги.
В 2006 году перешёл в команду «Принс-Джордж Кугарз» и отыграл в её составе один сезон. В начале сезона 2006-07 был назначен ассистентом капитана «Кугарз».

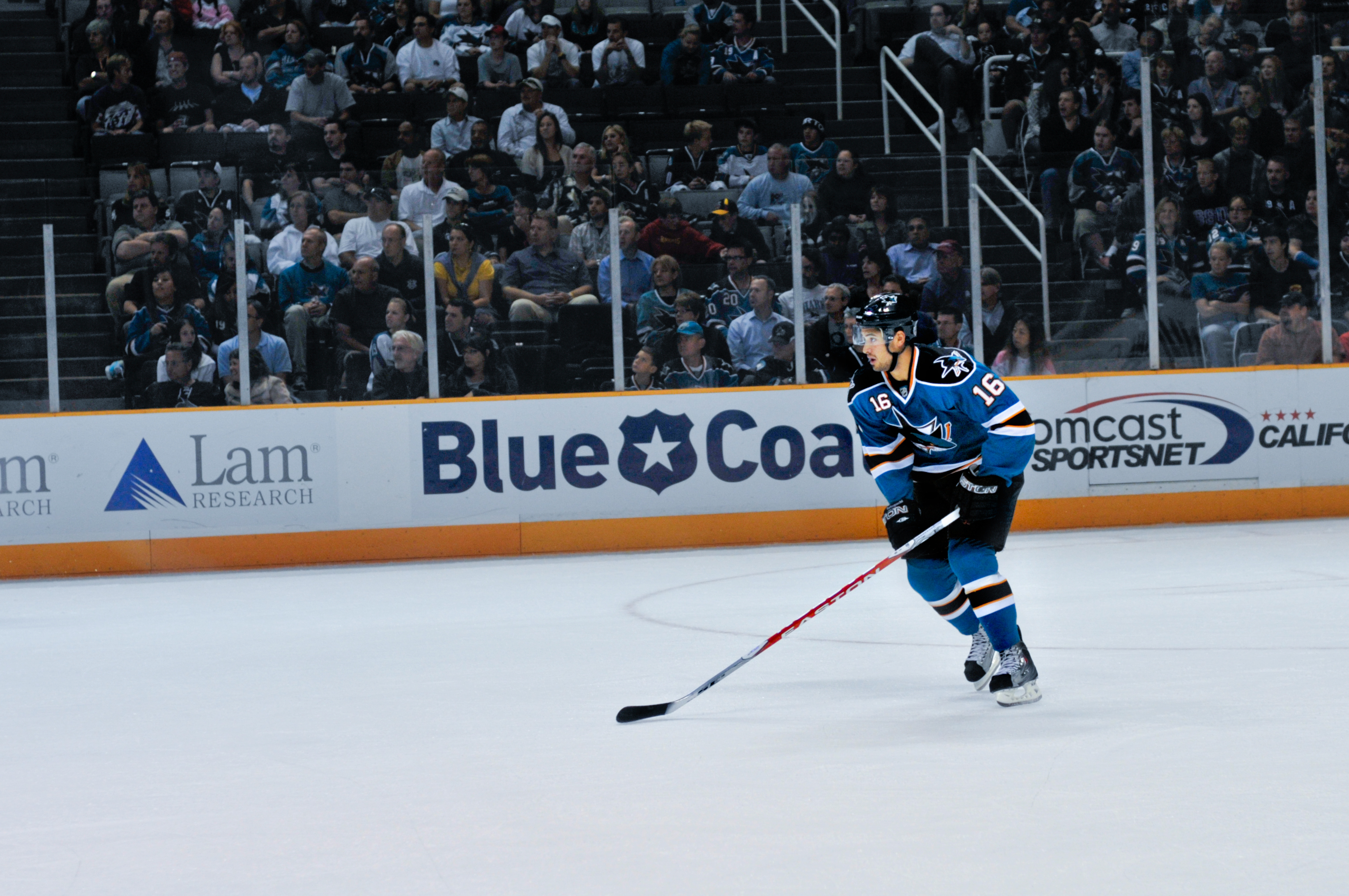
Сетогучи в игре на домашней арене «Шаркс» — HP Pavilion в Сан-Хосе

В 2007 году подписал контракт с «Сан-Хосе Шаркс». Сезон 2007-08 начал в составе фарм-клуба «Сан-Хосе» — команды «Вустер Шаркс». В АХЛ сыграл 2 игре, а затем был отозван из фарма. Дебют в НХЛ для Девина состоялся 27 октября 2007 года в матче против «Даллас Старз». Сетогучи стал первым новичком «Шаркс», который смог забросить 2 шайбы в своём первом матче в лиге.
Большую часть сезона 2008-09 Девин играл в первом звене вместе с Джо Торнтоном и Патриком Марло. В своём первом полном регулярном сезоне в НХЛ Сетогучи провёл на льду 81 матч в которых записал на свой бомбардирский счёт 65 очков. Свою первую шайбу в розыгрыше плей-офф Кубка Стэнли забросил 25 апреля 2009 года в пятом матче первого раунда серии против «Анахайм Дакс», которая помогла «Сан-Хосе Шаркс» победить «Дакс» со счётом 3-2.
19 февраля 2011 года Девин оформил первый в карьере хет-трик в матче против «Колорадо Эвеланш», внеся весомый вклад в разгром соперника со счётом 4-0. 19 апреля 2011 года в третьем матче серии против «Лос-Анджелес Кингз» забросил победную шайбу в овертайме, принеся своей команде победу со счётом 6-5. 4 мая 2011 года в полуфинале Западной конференции в третьей игре серии против «Детройт Ред Уингз» сделал хет-трик, снова забросив победную шайбу в овертайме.
По окончании сезона 2010-11 Сетогучи был обменян вместе со своим партнёром по команде — центральным нападающим Чарли Койлом и правом выбора в 1 раунде драфта 2011 года на Брента Бёрнса и право выбора во 2 раунде драфта 2012 года в «Миннесота Уайлд». Сделка по обмену Девина в стан «Дикарей» была проведена спустя сутки после того как Сетогучи подписал новый трёхлетний контракт с «Сан-Хосе Шаркс» общей стоимостью 9 млн долл.
Во время локаута в НХЛ в сезоне 2012/13 играл за команду «Онтарио Рейн» из Хоккейной лиги Восточного побережья.
5 июля 2013 года Девин Сетогучи был обменян в «Виннипег Джетс» на право выбора во 2 раунде драфта 2014 года.
С октября 2015 года — игрок швейцарского клуба «Давос».

## Международные выступления
На международных турнирах Девин один раз играл за сборную Канады на Юниорском чемпионата мира в 2005 году, на котором канадцы завоевали серебряные медали. На турнире в составе своей команды Сетогучи провёл на льду 6 матчей в которых записал в свой актив 4 заброшенные шайбы и 2 результативные передачи, заработав в общей сложности 6 очков.

## Статистика

### Регулярный сезон и плей-офф
| 2002/03   | Кроуснест Пасс Тимбервулвз | AJHL      | 62  | 21  | 18  | 39  | 77  | —  | —  | —  | —  | —  |
| 2003/04   | Саскатун Блейдз            | ЗХЛ       | 66  | 13  | 18  | 31  | 53  | —  | —  | —  | —  | —  |
| 2004/05   | Саскатун Блейдз            | ЗХЛ       | 69  | 33  | 31  | 64  | 34  | 4  | 0  | 1  | 1  | 0  |
| 2005/06   | Саскатун Блейдз            | ЗХЛ       | 65  | 36  | 47  | 83  | 69  | 10 | 8  | 4  | 12 | 8  |
| 2006/07   | Принс-Джордж Кугэрз        | ЗХЛ       | 55  | 36  | 29  | 65  | 55  | 15 | 11 | 10 | 21 | 24 |
| 2007/08   | Сан-Хосе Шаркс             | НХЛ       | 44  | 11  | 6   | 17  | 8   | 9  | 1  | 1  | 2  | 2  |
| 2007/08   | Вустер Шаркс               | АХЛ       | 23  | 8   | 11  | 19  | 25  | —  | —  | —  | —  | —  |
| 2008/09   | Сан-Хосе Шаркс             | НХЛ       | 81  | 31  | 34  | 65  | 25  | 6  | 1  | 2  | 3  | 2  |
| 2009/10   | Сан-Хосе Шаркс             | НХЛ       | 70  | 20  | 16  | 36  | 19  | 15 | 5  | 4  | 9  | 6  |
| 2010/11   | Сан-Хосе Шаркс             | НХЛ       | 72  | 22  | 19  | 41  | 37  | 18 | 7  | 3  | 10 | 12 |
| 2011/12   | Миннесота Уайлд            | НХЛ       | 69  | 19  | 17  | 36  | 28  | —  | —  | —  | —  | —  |
| 2012/13   | Онтарио Рейн               | ECHL      | 10  | 4   | 9   | 13  | 2   | —  | —  | —  | —  | —  |
| 2012/13   | Миннесота Уайлд            | НХЛ       | 48  | 13  | 14  | 27  | 20  | 5  | 1  | 0  | 1  | 0  |
| 2013/14   | Виннипег Джетс             | НХЛ       | 75  | 11  | 16  | 27  | 22  | —  | —  | —  | —  | —  |
| НХЛ всего | НХЛ всего                  | НХЛ всего | 459 | 127 | 122 | 249 | 159 | 53 | 15 | 10 | 25 | 22 |

### Международные турниры
| Год       | Команда   | Турнир    | Результат | И | Г | П | О | Ш |
| --------- | --------- | --------- | --------- | - | - | - | - | - |
| 2005      | Канада    | ЮЧМ       | 2         | 6 | 4 | 2 | 6 | 8 |
| ЮЧМ всего | ЮЧМ всего | ЮЧМ всего |           | 6 | 4 | 2 | 6 | 8 |